# (29208) Halorentz
(29208) Halorentz  es un asteroide perteneciente al cinturón de asteroides, descubierto el 9 de septiembre de 1991 por Freimut Börngen y Lutz Dieter Schmadel desde el Observatorio Karl Schwarzschild, en Alemania.

## Designación y nombre
Halorentz se designó inicialmente como 1991 RT2.
Más adelante fue nombrado en honor al físico holandés Hendrik Antoon Lorentz (1853-1928).

## Características orbitales
Halorentz orbita a una distancia media del Sol de 2,2382 ua, pudiendo acercarse hasta 1,8017 ua y alejarse hasta 2,6748 ua. Tiene una excentricidad de 0,1950 y una inclinación orbital de 4,3089° grados. Emplea en completar una órbita alrededor del Sol 1223 días.

## Características físicas
Su magnitud absoluta es 15,8. Tiene 2,795 km de diámetro. Su albedo se estima en 0,108.